# Пиано ди Соренто
Пиа̀но ди Сорѐнто (на италиански: Piano di Sorrento; на неаполитански: Carruoto, Каруото) е пристанищен град и община в Южна Италия, провинция Неапол, регион Кампания. Разположен е на брега на Тиренско море, на северния бряг на сорентския полуостров. Населението на общината е 13 136 души (към 2010 г.).